# Icelandair
Az Icelandair Izland nemzeti légitársasága. Székhelye a Reykjavík közelében elhelyezkedő Keflavík nemzetközi repülőtér.  Az Atlanti-óceán két partján található célpontok között üzemeltet járatokat. Izland földrajzi fekvése kedvező az átszállásos transzatlanti járatok számára, ami a légitársaság üzleti stratégiájának egyik pillére, a nemzetközi forgalom mellett.

## Története

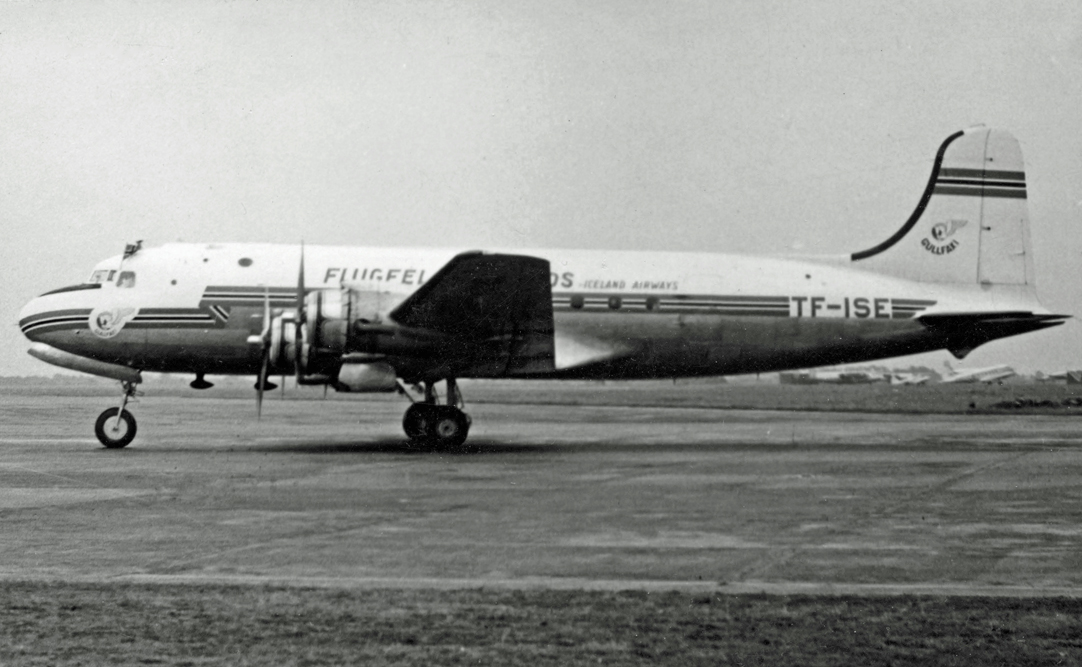
A Flugfélag Íslands egyik DC–4-ese 1953-ban

Az Icelandair gyökerei 1937-ig nyúlnak vissza, amikor a Flugfélag Akureyrar légitársaságot megalapították az Izland északi partján fekvő Akureyriben. A repülési tevékenység 1938-ban kezdődött egyetlen Waco YKS-7 típusú repülőgéppel. 1939-ben a társaság repülési engedélyét felfüggesztették, amikor ez a gép egy balesetben megsemmisült. A cég ekkor Reykjavíkba helyezte át a bázisát, ahol egy ugyanolyan repülőgéppel folytatták a tevékenységüket, ezúttal már Flugfélag Íslands néven. A nemzetközi úticélok esetében az Iceland Airways nevet használták.
A flotta 1942-ben egy Beechcraft Model 18-as repülőgéppel bővült; 1944-ben pedig két de Havilland Dragon Rapiddal és egy PBY Catalinával, ez utóbbi volt az első Izlandon bejegyzett repülőgép, amelyet izlandi személyzet repült Izlandra Észak-Amerikából. 1945. július 11-én ez a repülőgép teljesítette a légitársaság első kereskedelmi járatát az Atlanti-óceán felett, Reykjavíkból a skóciai Largsba, négy utassal és négyfős személyzettel a fedélzeten. A skóciai Prestwick repülőtérre és a dániai Koppenhágába 1946-ban indítottak menetrend szerinti járatokat a Scottish Airlinestól bérelt B–24 Liberator repülőgépekkel. Ugyanebben az évben elindították az izlandi belföldi repülést, Douglas DC–3-as repülőkkel, amiből összesen hat darabot vásároltak, és 1972-ig üzemeltették őket. Az 1960-as évek végéig a Flugfélag főként a belföldi járatokra koncentrált, amiben éles konkurenciát jelentett számára az 1944-ben alapított másik légitársaság, a Loftleiðir. Amikor az izlandi kormány egyesülési javaslatát a két légitársaság elutasította, a belföldi útvonalakat a verseny enyhítése érdekében felosztották egymás között. Amikor a Loftleiðir 1952-ben kivonult a belföldi piacról, hogy teljes mértékben a nemzetközi járatokra koncentráljon, a Flugfélag lett az ország fő belföldi légi szolgáltatója. 

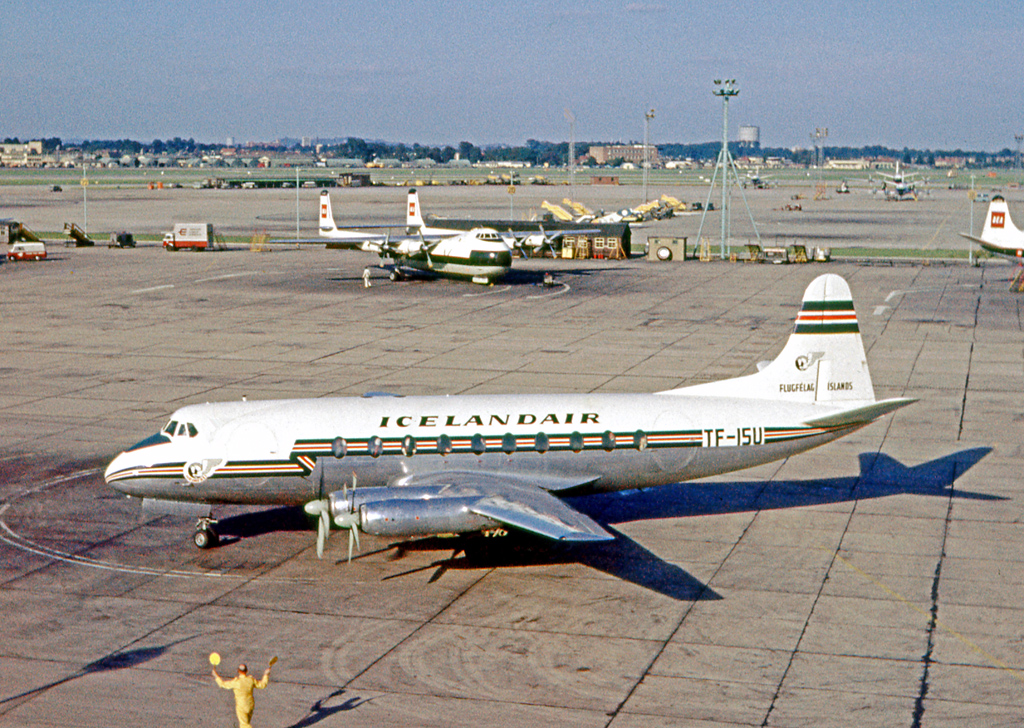
Az Icelandair egyik Vickers Viscountja 1962-ben

A nemzetközi szolgáltatások továbbra is részei maradtak a Flugfélag üzleti modelljének, bár a Loftleiðirhez képest jóval kisebb mértékben. 1948-ban bevezették a Douglas DC–4-eseket ezeken az útvonalakon, 1957-ben pedig két új Vickers 759 Viscountot szereztek be, az első turbólégcsavaros utasszállító repülőgépeket Izlandon. Az 1950-es években a Flugfélag az Icelandair márkanevet kezdte használni nemzetközi járatain. 1967-ben ők lettek az első izlandi légitársaság, ami belépett a sugárhajtású repülőgépek korszakábaː egy Boeing 727-100-ast állítottak szolgálatba. 1971-ben egy újabb 727-est szereztek be, és a repülőgéptípust 1990-ig üzemeltették.
Az 1973-as olajválság súlyos hatást gyakorolt a légiközlekedésre, és olyan, korábban verhetetlennek hitt vállalatok buktak bele, mint például a Pan American. A válság idején mind a Flugfélag Íslands, mind a Loftleiðir gazdasági helyzete drámaian romlott, mindkét cég a csőd szélén táncolt. Az izlandi kormány újabb kísérletet kezdeményezett a két légitársaság egyesítésére, ami hosszas és nehézkes tárgyalások után 1979-ben valósulhatott meg. Az egyesülés idején a Flugfélag utasforgalmának kétharmadát a nemzetközi járatok tették ki. 1979-ben a két légitársaság, a Flugfélag Íslands és a Loftleiðir egyetlen légitársasággá, a Flugleiðir-be egyesült, és a légitársaságot ekkor véglegesen átnevezték Icelandairre. Az új légicég létrejöttét az izlandi állam 13 millió dollárral támogatta.

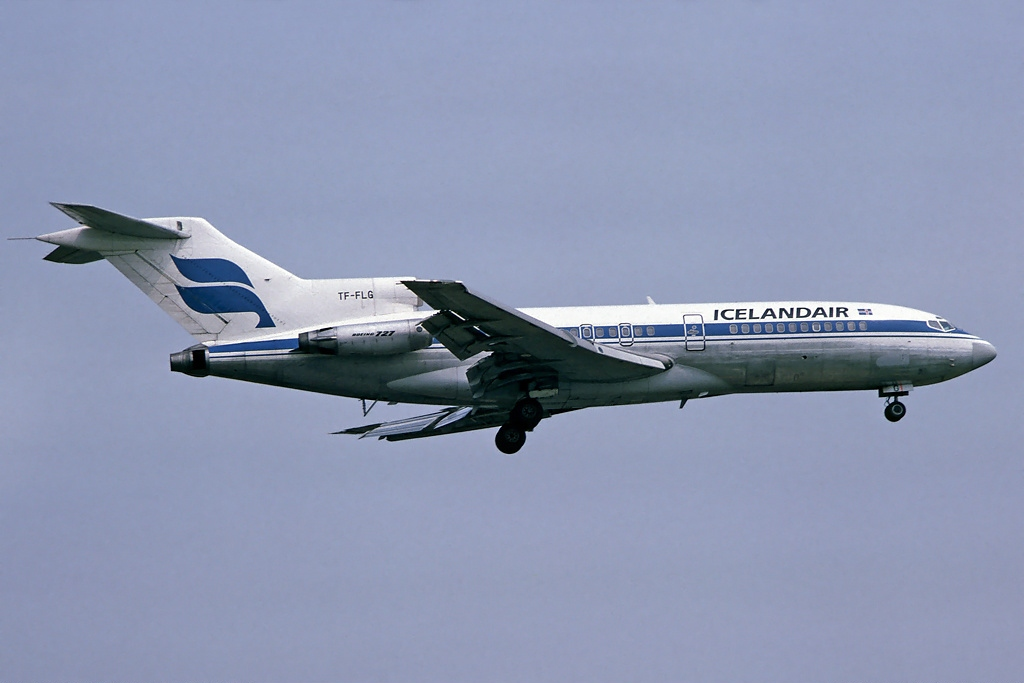
Az Icelandair Boeing 727-100-asa

Az Icelandair repülőgépflottája nagyrészt változatlan maradt, amíg az 1990-es években a Boeing 757-200-as lett a transzatlanti járatok új gerince. A belföldi járatokon használt Fokker F27-eseket Fokker 50-esek és az európai útvonalakon bevetett Boeing 737-esek váltották fel.
A legtöbb izlandi vállalathoz hasonlóan az Icelandairt is súlyosan érintette a 2008-as világgazdasági válság, de már jó úton haladt a kilábalás felé, amikor 2010-ben egy másik, egészen más jellegű válság sújtotta. Az Eyjafjallajökull 2010-es kitörését követő légiforgalmi korlátozások miatt az európai légtér nagy részét lezárták. A zavar egybeesett a vállalat számára fontos nyári szezon kezdetével. A belső válságkezelő szervezet a probléma mértékének ismertté válását követően megkezdte a helyzet felmérését. A légitársaság központjában naponta háromszor tartottak válságértekezleteket. Az Icelandair igyekezett a lehető legtöbb személyszállító járatot üzemeltetni, nyitva tartva a keflavíki csomópontot, és az európai járatokat a még nyitva tartó repülőterekre irányította át. Keflavík vulkáni hamufelhő miatti bezárása egybeesett az Európa felé fennálló helyzet javulásával, ami lehetővé tette az Icelandair számára, hogy 200 alkalmazottal együtt Glasgowba helyezze át a központját, és onnan tíz napig járatokat üzemeltessen, az izlandi Akureyri repülőtérre, és onnan éjjel-nappal közlekedő buszjáratokat Reykjavíkba.

## Fedélzeti szolgáltatások
Az Icelandair foglaláskor három osztályt kínál: economy light, economy és Saga osztály (ez utóbbi a business osztálynak felel meg). Ingyenes étkezés csak a Saga osztályon vehető igénybe, a turistaosztályokon külön kell érte fizetni. Az Icelandair összes repülőgépe ingyenes AVOD fedélzeti szórakoztató rendszerrel van felszerelve, amely minden utas számára háttámlás, érintőképernyős monitorokat tartalmaz. A légitársaság gyermekbarátː a gyermekek számára ingyenes ételt, takarót, párnát és fejhallgatót biztosítanak, és a fedélzeti rendszerben gyermekfilmekből álló válogatás található. Az Icelandair teljes flottája fel van szerelve fedélzeti wifivel.

## Partnerek
Az Icelandair helymegosztási megállapodást kötött az alábbi légitársaságokkal:
- airBaltic
- Alaska Airlines
- Finnair
- JetBlue
- Scandinavian Airlines

## Flotta

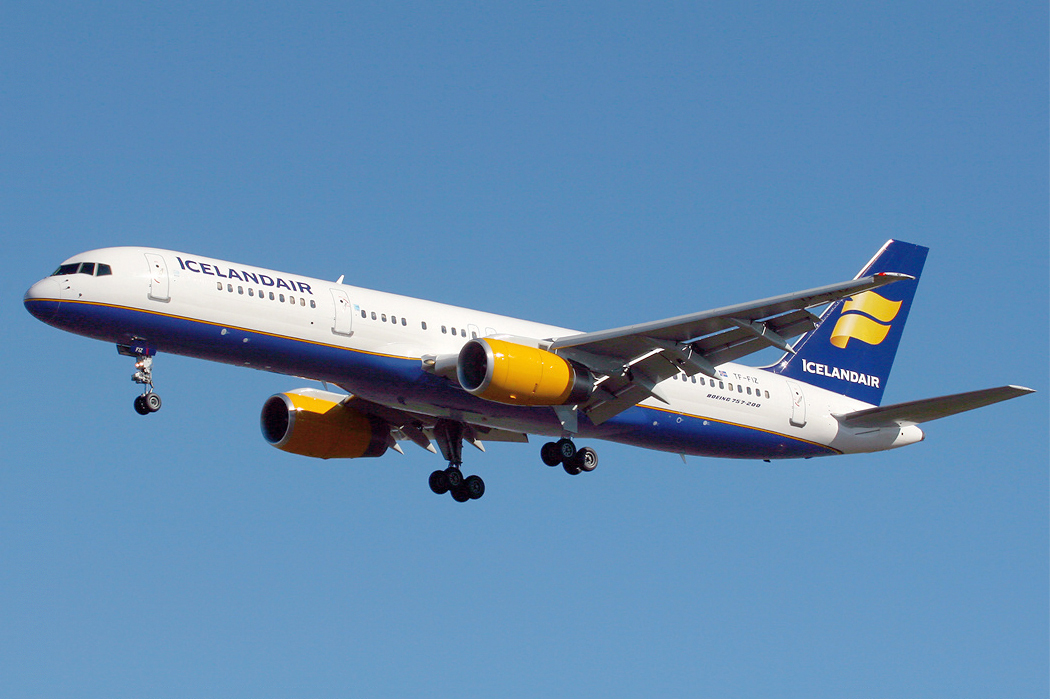
Boeing 757-200

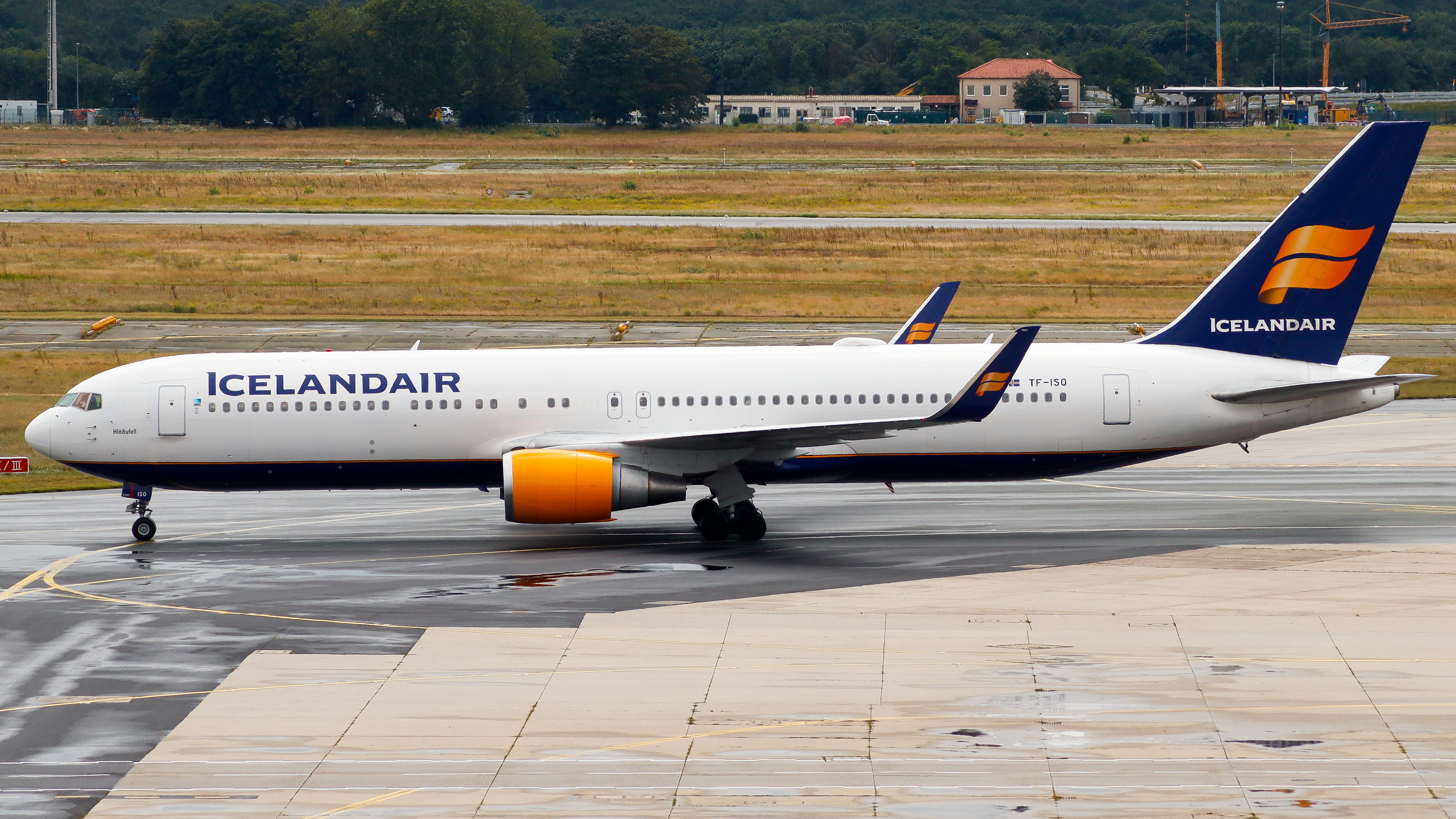
Boeing 767-300ER

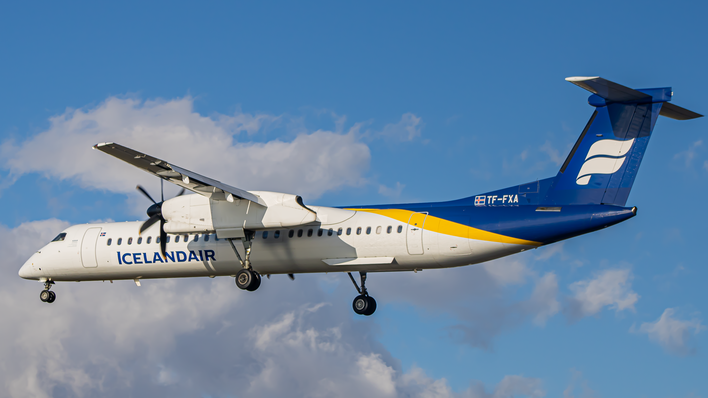
Dash 8 Q400

### Jelenlegi flotta
| Típus                           | Szolgálatban | Megrendelés alatt | Utaskapacitás | Utaskapacitás | Utaskapacitás |
| Típus                           | Szolgálatban | Megrendelés alatt | C             | Y             | Összesen      |
| ------------------------------- | ------------ | ----------------- | ------------- | ------------- | ------------- |
| Boeing 737 MAX 8                | 10           | 6                 | 16            | 144           | 160           |
| Boeing 737 MAX 9                | 4            | —                 | 16            | 156           | 172           |
| Boeing 757-200                  | 17           | —                 | 22            | 161           | 183           |
| Boeing 757-200                  | 17           | —                 | 20            | 164           | 184           |
| Boeing 757-300                  | 2            | —                 | 22            | 203           | 225           |
| Boeing 767-300ER                | 3            | —                 | 25            | 237           | 262           |
| De Havilland Canada Dash 8 200  | 3            | —                 | —             | 37            | 37            |
| De Havilland Canada Dash 8 Q400 | 2            | —                 | —             | 76            | 76            |
| Összesen                        | 43           | 6                 |               |               |               |

## Balesetek és repülőesemények
- 1947. május 29-én a Flugfélag Íslands Douglas DC–3-as repülőgépe (lajstromjel: TF-ISI) Hjedinsfjordur közelében lezuhant, a fedélzeten tartózkodó 21 utas és 4 fő személyzet halálát okozva. A mai napig ez a legsúlyosabb izlandi légiközlekedési baleset.[12]
- 1948. március 7-én egy Avro Anson Mk5 típusú, a Loftleiðir tulajdonában lévő repülőgép a Skálafell hegynek ütközött a Vestmann-szigetekről (Vestmannaeyjar) Reykjavíkba tartó úton, a pilóta és a fedélzeten tartózkodó öt utas meghalt.
- 1951. január 31-én a TF-ISG lajstromjelű DC–3-as fedélzetén tartózkodó tizenhét utas és a személyzet három tagja meghalt, amikor a repülőgép az izlandi partoknál, Hafnarfjörður közelében a tengerbe zuhant.[13]
- 1963. április 14-én egy Vickers Viscount (lajstromjel: TF-ISU) lezuhant az Oslo–Fornebu repülőtér megközelítése közben. A fedélzeten tartózkodó mind a 12 ember életét vesztette.[14]
- 1970. szeptember 26-án egy Fokker F27 Friendship (lajstromjel: TF-FIL) a Feröer-szigeteken, Vágar közelében egy hegynek csapódott, miközben a Vágari repülőteret közelítette meg. A fedélzeten tartózkodó 34 ember közül 7 utas és 1 személyzeti tag életét vesztette.[15]
- 1978. november 15-én az Icelandair 1-es járata, egy DC–8-as Srí Lankán a földi irányítás hibájából túlfutott a Colombói nemzetközi repülőtéren, és megsemmisült. Az izlandi személyzet 13 tagja közül 8, a tartalék személyzet 5 tagja és 170 (többségében indonéz) muszlim zarándok meghalt, a gépen tartózkodó 262 főből.
- 2020. február 7-én az Icelandair 529-es járatán, egy TF-FIA lajstromjelű Boeing 757-200-as gépen az izlandi Keflavík nemzetközi repülőtéren a 10-es futópályára történő leszállás közben a jobboldali futómű eltört. A fedélzeten tartózkodó 166 ember közül senki nem sérült meg.[16]